# Art en Inde

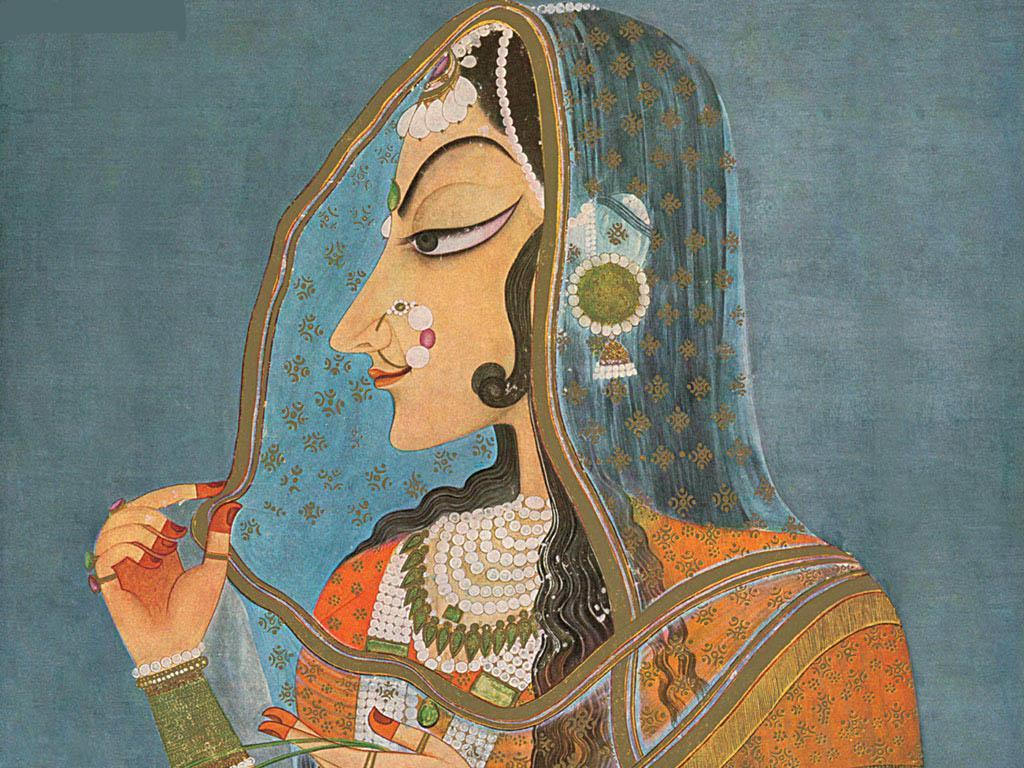
La Bani Thani. Détail d'une miniature du 18e s. de l'artiste Nihâl Chand. Gouache sur papier. École de Kishangârh (peinture rajpoute), Rajasthan. Musée national, New Delhi.

La vaste portée de l'art indien est fortement liée avec l'histoire culturelle, les religions et les philosophies qui placent la production d'art et le mécénat dans des contextes sociaux et culturels propres à l'histoire de cette vaste partie du monde. Sachant que par « art indien » on considère l'art des sociétés et des cultures du sous-continent indien et des espaces de l'Asie du Sud-Est où se manifestent influences et échanges culturels avec les cultures issues du sous-continent indien.

## Les formes artistiques en Inde
L'art indien peut être abordé selon les critères universels :
- Musique indienne
- Danse classique de l'Inde
- Peinture indienne
- Tatouage en Inde
- Art moderne
- Art contemporain
- Art vernaculaire contemporain
- Cinéma indien
- Littérature indienne
- Les arts du tissu et de l'ameublement en Inde
- Les arts décoratifs en Inde
- La céramique en Inde

D'autres lui sont spécifiques :
- Art gréco-bouddhiste, et l'art bouddhiste en Inde, en particulier à Sarnath, Sanchi, Ajanta...
- Architecture des temples hindouistes et, par extension, la sculpture des temples hindouistes (sur pierre, sur métal dont le bronze)
- Art moghol

Quelques domaines artistiques doivent être envisagés comme relevant du sous-continent indien :
- Civilisation de la vallée de l'Indus
- Art du Gandhara

Ce qui n'apparait pas en tant que domaine, comme :
- Des sites ou cités, Sanchi, Ajanta... Les temples hindouistes (ensembles ou isolés), comme ceux de Mahabalipuram ou Khajurâho, relèvent de l'architecture des temples hindouistes
- Les bronzes de la dynastie Chola relèvent de la sculpture des temples hindouistes

## Relations entre les arts indiens
Au regard de l'histoire universelle des arts, l'art de l'Inde occupe une place exceptionnelle. Il la doit autant à la permanence et à l'originalité de ses traditions qu'à la qualité de ses réalisations. Cette fidélité, probablement unique, à un idéal, à une doctrine attestés depuis vingt-trois siècles au moins, assure à l'art indien une unité certaine, qui n'exclut pas la diversification. S'il arrive que cet art, justement célèbre, mais souvent assez mal connu, déroute parfois- surtout dans ses manifestations tardives - par la profusion, la surcharge de motifs qui semblent trop souvent les mêmes, il doit être pourtant regardé comme l'un des plus homogènes : celui où, dans le respect imposé d'un ensemble cohérent de prescriptions strictes, peinture, sculpture et architecture sont le plus intimement et le plus constamment associées en vue de réaliser une unité qui est beaucoup moins affaire d'esthétique qu'expression d'une métaphysique. L'art de l'Inde, d'inspiration avant tout religieuse et régi par des textes précis, ne laisse, pratiquement, que peu de place à l'invention. Son but essentiel est de matérialiser la présence d'une forme divine, de favoriser l'accès au divin.
Dans le contexte indien, les arts visuels (sculpture, peinture et architecture) sont étroitement liés avec les arts non visuels. D'après Kapila Vatsyayan, « l'architecture indienne classique, la sculpture, la peinture, la littérature (kaavya), la musique et la danse ont évolué d'après leurs propres règles conditionnées par leurs moyens d'expression respectifs, mais elles ont aussi partagé non seulement les croyances spirituelles fondamentales de l'esprit religieux et philosophique Indien, mais encore les procédures par lesquelles les relations entre symboles et états spirituels ont été explorées en détail. »
La connaissance des qualités uniques de l'art indien est réalisée à travers la compréhension de la pensée philosophique, la riche histoire culturelle, sociale, religieuse ainsi que la mise en perspective politique des œuvres d'art.
En Inde, la distinction entre « beaux-arts » et les « arts décoratifs » n'est pas prononcée.
L'histoire de l'art en Inde commence avec les peintures rupestres, dont celles de Bhimbetka. Les premières cultures urbaines d'Harappa et de Mohenjodaro avec leurs villes, construites en briques de tailles normalisées, organisées autour d'un centre indiquent une culture hautement développée et une compréhension de l'espace qui se retrouve dans leur architecture et l'urbanisme où les bains publics apparaissent dès cette haute époque dans le sous-continent indien. La danseuse en cuivre de la civilisation de la vallée de l'Indus, divers sceaux provenant de Harappa et d'autres objets de terre cuite modelée montrent une connaissance précise de l'anatomie humaine, aussi bien qu'un degré de conscience et de perception aigu des formes animales et leur stylisation qui seront une constante dans l'art indien.
L'utilisation de formes symboliques en Inde remonte aux sceaux harappéens. Les autels du feu de la période védique, avec leurs significations mathématiques et astronomiques jouent aussi un rôle important dans l'évolution ultérieure des temples.

## Les matériaux de l'architecture et des arts plastiques en Inde

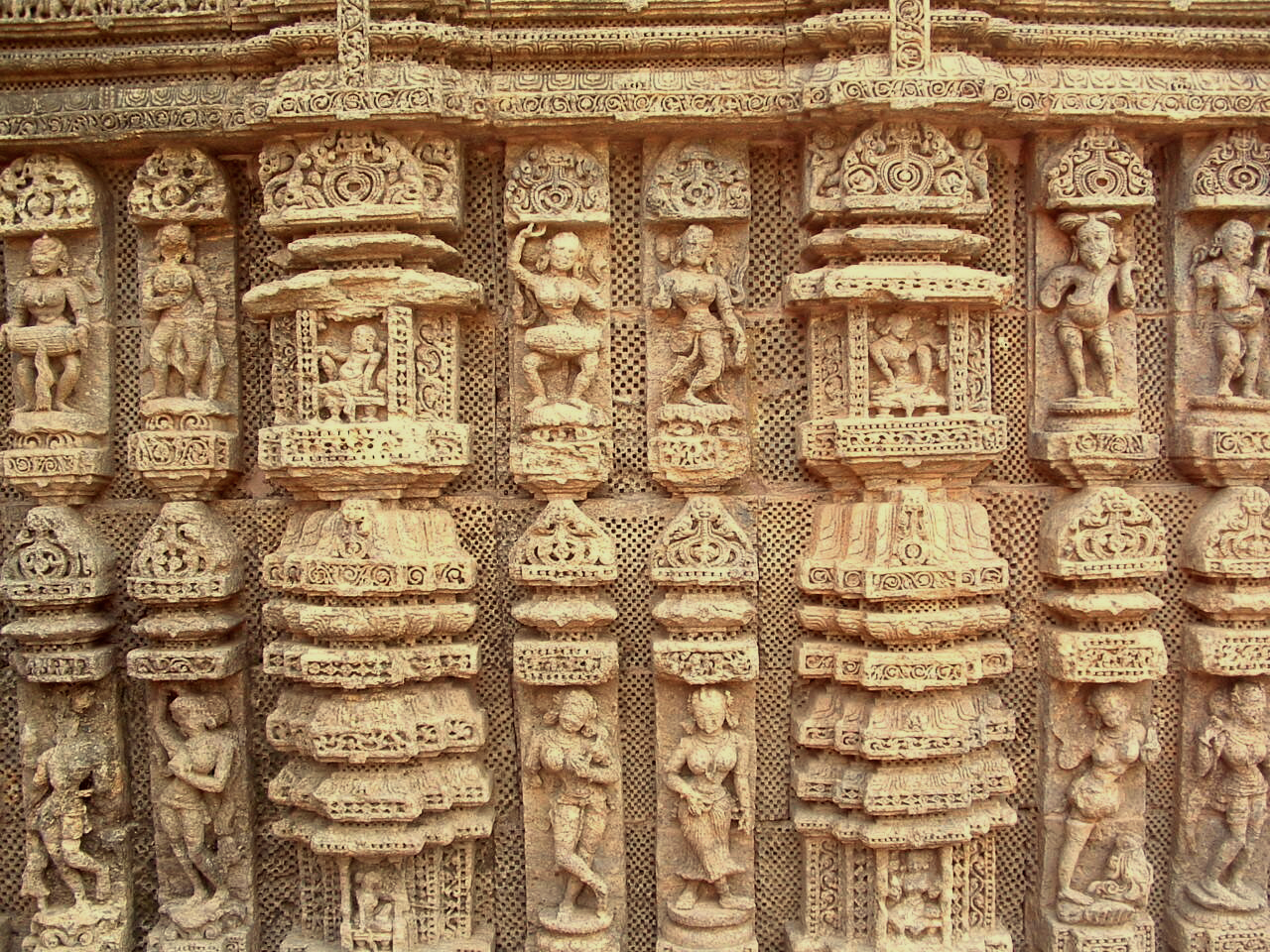
Détail du temple du soleil construit vers 1241 en blocs de chlorite (grès avec inclusions de paillettes de fer) à Konarak, Orissa.

En Inde, l'architecture civile était construite en bois et autres matériaux de construction naturels biodégradables, mais en raison des conditions climatiques cette architecture n'a, en Inde, qu'une durée de vie très limitée. La roche excavée et la pierre à bâtir sculptée ont cependant permis de conserver l'image des dieux et leurs lieux de cultes, et c'est ce qui fait l'une des caractéristiques majeures des arts plastiques en Inde.
Il semblerait que l'usage de la terre cuite, en brique ou modelée, n'ait été abondamment utilisé dans l'antiquité que par la civilisation de la vallée de l'Indus. La période entre le déclin de cette civilisation et la période historique qui commence avec les Mauryas est couverte d'ombre. Les objets dévotionnels en terre cuite réalisés sous les Mauryas semblent avoir été brisés dans le cadre du culte. Mais l'art islamique, en Inde, a fait un usage constant et de grande qualité artistique de la terre cuite, sous toutes ses formes, alliée aux marbres, pierres dures, stucs et aux bois travaillés et peints.
Les plus anciennes religions indiennes à inspirer des monuments artistiques majeurs ont été le bouddhisme et le jaïnisme. Il est particulièrement remarquable que les grottes excavées datant de cette époque ont repris la forme des structures en bois qui leur étaient contemporaines (,). Les bouddhistes ont laissé de monumentales temples et monastères excavés, ainsi que les Hindous et les Jaïns à Nasik, Bhaja, Ajanta 4 et 9, Badami, Aihole, Ellora, Elephanta, Aurangabad et Mamallapuram.
L'art hindou de la pierre a continuellement évolué, depuis les premières grottes excavées, afin de servir différents objectifs, des contextes religieux et sociaux, avec des différences sensibles selon les régions considérées.

## Musique
La musique d'Inde inclut de multiples variétés de musique folklorique, populaire, pop et classique. La tradition de la Musique indienne, dont la musique carnatique et hindoustani qui a une histoire millénaire et s'est développée durant plusieurs époques artistiques, reste fondamentale dans la vie des indiens aujourd'hui en tant que source d'inspiration religieuse, d'expression culturelle et de pur divertissement. L'Inde est composée de plusieurs dizaines de groupes ethniques, parlant chacun leurs propres langues et dialectes. En plus de formes subcontinentales distinctes, il y a des influences importantes de musique persane, arabe et britannique. Des genres indiens comme le filmi et le bhangra sont devenus populaires dans tout le Royaume-Uni, L'Asie du Sud et de l'est, et le monde entier.

#### Art, ouvrages généraux et culture classique
- Édith Parlier-Renault (sous la direction de), L'art indien : Inde, Sri Lanka, Népal, Asie du Sud-Est, Paris, PUPS : Presses de l'Université Paris-Sorbonne, 2010, 419 p. (ISBN 978-2-84050-702-4, BNF 42273431)
- Édith Parlier-Renault, Temples de l'Inde méridionale (VIe – VIIIe siècles) : La mise en scène des mythes, Paris, PUPS (Presses de l'Université Paris-Sorbonne), 2007, 413 p. (ISBN 978-2-84050-464-1, BNF 41106577)
- Anne-Marie Loth, Art de l'Inde : diversité et spiritualité. 1, des origines à la fin du VIIIe siècle, Bruxelles ; Paris, Chapitre Douze,, 2006, 448 p. (ISBN 978-2-915345-02-5)
- Anne-Marie Loth, Art de l'Inde : diversité et spiritualité. 2, du IXe au XVIIe siècle, Bruxelles ; Paris, Chapitre Douze,, 2006, 443 p. (ISBN 978-2-915345-03-2)
- M.C. Joshi, Pierre-Sylvain Filliozat, Amina Okada, J.E. Dawson, Thierry Zéphir (trad. de l'anglais), L'Âge d'or de l'Inde classique : l'empire des Gupta : exposition, Galeries nationales du Grand Palais, 4 avril-25 juin 2007, Paris, Réunion des musées nationaux, 2007, 335 p. (ISBN 978-2-7118-5212-3, BNF 41051340)
- Grace Morley, La Sculpture indienne, Paris, Moreau, 2005, 144 p. (ISBN 978-2-909458-30-4, BNF 40165895)
- C. Sivaramamurti (musée de Delhi), Amina Okada (musée Guimet, Paris), Thierry Zéphir. Photographies : Jean-Louis Nou, L'Art en Inde, Paris, Citadelles & Mazenod, 1999, 627 p. (ISBN 978-2-85088-073-5, BNF 37073774)
- Louis Frédéric, L'Art de l'Inde et de l'Asie du Sud-Est, Paris, Flammarion, Tout l'art, 1994, 479 p. (ISBN 978-2-08-012252-0, BNF 35731382)
- Brijindra Nath Goswamy, catalogue. Photographies: Jean-Louis Nou, Rasa, les neuf visages de l'art indien [Texte imprimé] : [exposition], Galeries nationales du Grand Palais, 13 mars-16 juin 1986, France, Association française d'action artistique, 1986, 333 p. (ISBN 978-2-86545-043-5, BNF 45244091)
- Roy C. Craven (trad. de l'anglais), L'Art indien, Paris, Thames and Hudson, L'univers de l'art, 1976 et 1997, traduction revue et augmentée 1991 et 2005, 255 p. (ISBN 978-2-87811-254-2, BNF 39988026)
- (en) Vidya Dehejia, Indian Art, Londres, Phaidon, 1997, 447 p. (ISBN 978-0-7148-3496-2, BNF 41202746)
- (en) Partha Mitter, Indian Art, Oxford, Oxford University Press, 2001, 295 p. (ISBN 978-0-19-284221-3, BNF 40030502)
- (en) George Michell, Hindu Art and Architecture, Londres, Thames and Hudson, coll. « World of Art », 2000, 224 p. (ISBN 978-0-500-20337-8)
- (en) T. Richard Blurton, Hindu Art, Londres, The British Museum Press, 1992, revu et augmenté 2001, reprinted 2007, 239 p. (ISBN 978-0-7141-1442-2)
- (en) Robert E. Fisher, Buddhist Art and Architecture, Londres, Thames and Hudson, coll. « World of Art », 1993, revu et augmenté 2002, 216 p. (ISBN 978-0-500-20265-4)
- (en) Gilles Béguin, L'Art bouddhique, Paris, CNRS éditions, 2009, 415 p. (ISBN 978-2-271-06812-5, BNF 42102420)
- Anjan Chakraverty (trad. de l'anglais), La miniature indienne, Paris, Moreau, 2005, 140 p. (ISBN 978-2-909458-29-8, BNF 40165894)
- sous la dir. de Amina Okada ; catalogue par Roselyne Hurel,... Amina Okada,..., Pouvoir et désir : miniatures indiennes du San Diego Museum of Art, Paris, Paris-Musées, 2002, 173 p. (ISBN 978-2-87900-729-8)
- Amina Okada, Le Grand Moghol et ses peintres : miniaturistes de l'Inde aux XVIe et XVIIe siècles, Paris, Flammarion, 1992, 239 p. (ISBN 978-2-08-010964-4, BNF 35538795)
- Antonio Martinelli, Photographie. Amina Okada, Préface (trad. de l'anglais), Lucknow, Paris, Flammarion, 2011, 65 p. (ISBN 978-2-35046-211-0, BNF 42509045)
- sous la direction de Stephen Markel et Tushara Bindu Gude ; avec la collaboration de Muzaffar Alam et Sanjay Subrahmanyam, Caherine Asher...[et al.] ; traduit de l'anglais par Véronique Crombé (trad. de l'anglais), Une cour royale en Inde : Lucknow, XVIIIe – XIXe siècle, [exposition, Paris, Musée Guimet, 6 avril-11 juillet 2011], Paris, Réunion des musées nationaux, Grand Palais, 2011, 271 p. (ISBN 978-2-7118-5811-8, BNF 42431198)
- sous la direction de Stephen Markel et Tushara Bindu Gude ; avec la collaboration de Muzaffar Alam et Sanjay Subrahmanyam, Caherine Asher...[et al.] ; traduit de l'anglais par Véronique Crombé, Une cour royale en Inde, Paris, musée Guimet, 2011, 271 p. (ISBN 978-2-9521597-9-1)
- (en) Vidya Dehejia, The Advaita of Art, New Delhi, Motilal Banarsidass, 2000, 97 p.
- (en) Kapila Vatsyayan, Classical Indian Dance in Literature and the Arts, New Delhi, Sangeet Natak Akademi, 1977, 8 p.

#### Art contemporain
- Deepak Ananth, Cédric Vincent, Geeta Kapur, Henry-Claude Cousseau, Collectif, Indian Summer : La jeune scène artistique indienne, Paris, ENSBA, 2005, 316 p. (ISBN 978-2-84056-183-5, BNF 40182983)
- Geeta Kapur, de Ranjit Hoskote, de Savita Apte, d'Iftikhar Dadi, Sharmini Pereira, Naeem Mohaiemen, Indian Highway IV. : Exposition MAC Lyon, été 2011, Cologne, Buchhandlung Walter König, 2011, 320 p. (ISBN 978-3-86560-963-2)
- Sophie Duplaix, Fabrice Bousteau, Collectif, Paris - Delhi : Bombay : L'exposition, Paris, Centre Pompidou, 2011, 364 p. (ISBN 978-2-84426-526-5, BNF 42450194)

#### Art vernaculaire
Voir : Peinture en Inde